# 黒部峡谷鉄道本線

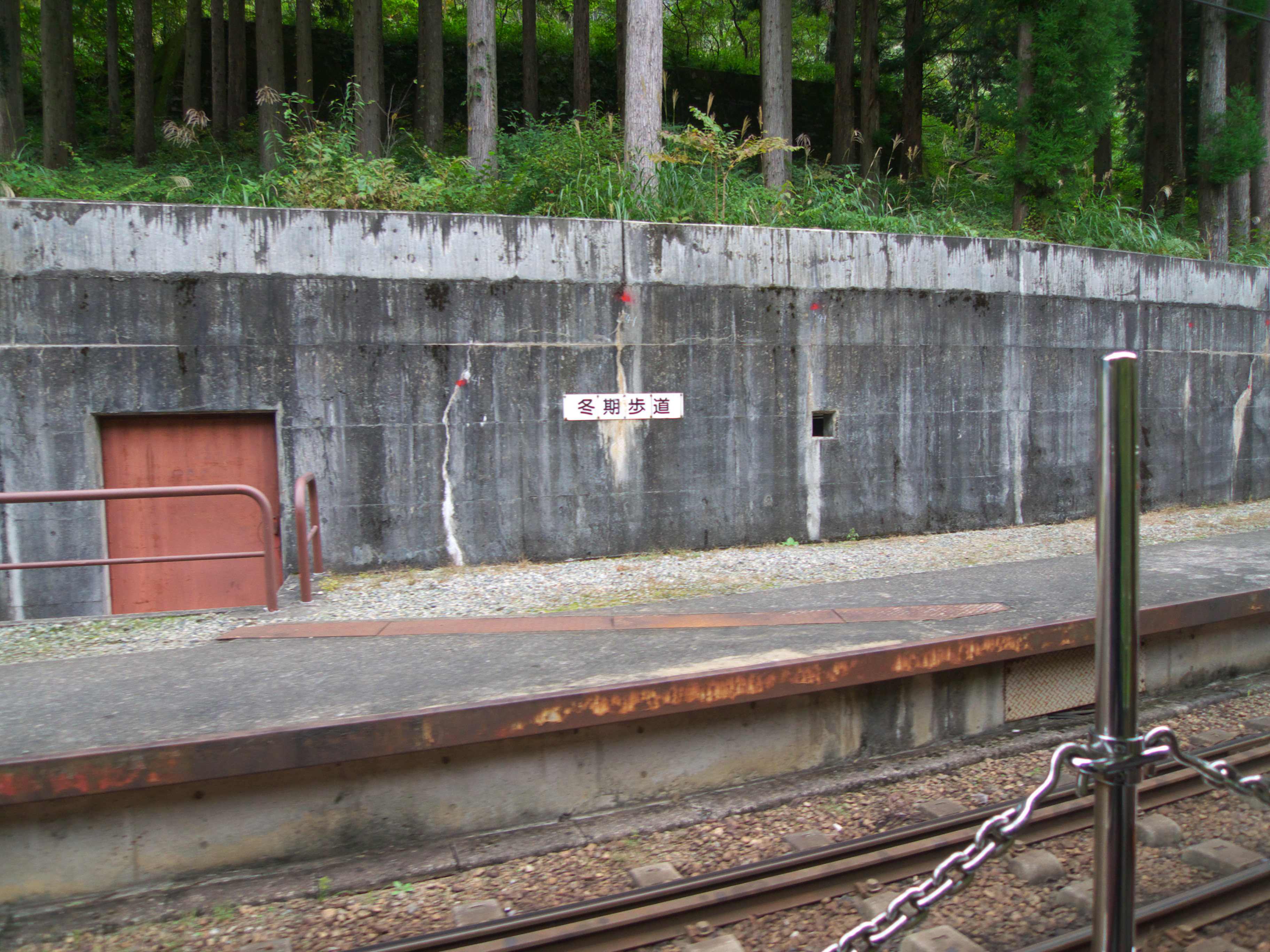
笹平駅近くの冬期歩道

本線（ほんせん）は、富山県黒部市の宇奈月駅から欅平駅までを黒部川に沿って走る黒部峡谷鉄道の鉄道路線である。
一般旅客向けのトロッコ列車（公式愛称は「トロッコ電車」）が運行される観光鉄道であるが、元々は電源開発のための専用鉄道であり、現在でも一般旅客用の列車とは別に、沿線にあるダム・発電所への資材運搬列車や、関西電力（関電）関係者専用列車が運行されている。
全線が黒部峡谷沿いの険しい地形の中を走っており、沿線途中の森石駅と黒薙駅間の南側からは中部山岳国立公園の特別地域に属し、欅平駅は特別保護地区に属する。沿線には宇奈月温泉のほか、黒薙温泉、鐘釣温泉、名剣温泉といった温泉がある。

## 路線データ
- 路線距離（営業キロ）：20.1 km
- 軌間：762 mm
- 駅数：10駅（起終点駅含む）
- 複線区間：なし（全線単線）
- 電化区間：全線（直流600 V）
- 閉塞方式：自動閉塞式
- 最高速度：25 km/h[1]
- 保安装置：ATS

## 歴史
1926年（大正15年）、日本電力（日電）が黒部川沿いの電源開発を目的として宇奈月駅 - 猫又駅間を開通させたのが始まりである。1937年（昭和12年）に、現在の終点の欅平駅まで開通した。当初は建設用の資材や作業員を輸送するための専用鉄道だったが、登山客や一般観光客からの乗車希望が絶えなかったので、便乗という形で乗車を認めることにした。乗客に発行した「便乗証」（乗車券）には、注意事項のひとつとして便乗の安全は一切保証しない旨が記されていた。
この鉄道は、1941年（昭和16年）10月に日本電力から日本発送電へ、1951年（昭和26年）5月に日本発送電から関電へと引き継がれた。太平洋戦争中は、宇奈月温泉街の近くの鉱山で採掘されたモリブデン（兵器の強度を高める地下資源）を運搬するインフラとしても使用されていた。乗客の増加と地元の強い要望から、1953年（昭和28年）に地方鉄道法による免許を受けて、同年11月16日から正式な鉄道路線として営業を開始した。
1965年（昭和40年）8月8日、小屋平駅 - 四平駅間で落石が発生。30 - 50 cm程度の落石が宇奈月駅行列車の客車を直撃して1人が死亡、4人が負傷した。
1971年（昭和46年）7月1日に関電から分社化され、黒部峡谷鉄道となった。
1981年（昭和56年）12月、宇奈月ダム建設工事により満水時に一部区間が水没するため新ルートへの付替え工事に着手した。付替ルートは、新山彦橋を架設しダム軸の延長線との交差部の高さをEL.260m以上とし、既設3号スノーシェッド付近を終点とする全面付替案と、既設2号トンネル入口付近から付替を行い、ダム軸の延長線との交差部の高さをEL.260m以上とし、既設3号スノーシェッド付近を終点とする短絡案があった。この2つを比較検討した結果、全線付替え案は行程的に長くなるという問題があったが、短絡案は将来的に鉄道の運行上安全管理等の問題および宇奈月ダムの管理上に支障となることから、全面付替案ルートが選択された。1986年9月に竣工、1988年（昭和63年）4月29日より宇奈月 - 柳橋間約1.8 kmの区間が新山彦橋を通るルートに変更された。旧ルートは当初、新山彦橋供用開始後に撤去される予定であったが、耐久診断で『歩道橋としてならまだ30年は使える』との結果が出たため後に撤回され、旧山彦橋を含む一部区間が「詩の道散歩道 やまびこ遊歩道」として整備された。橋のほかにトンネルや使用されなくなった冬期歩道内を歩くことが可能である。
1995年（平成7年）、7.11水害で甚大な被害を受け、欅平駅までの完全復旧は翌1996年（平成8年）7月20日となった。
2024年（令和6年）1月1日に起きた能登半島地震では、猫又駅 - 鐘釣駅間にある鐘釣橋直上からの落石により、同橋が損傷する被害を受けた。このため、同年の営業は暫定的に猫又駅での折り返し運転とし、10月1日ころに鐘釣橋が復旧してから全線で運行再開を予定していた。しかし、鐘釣橋と周辺斜面の工事に時間がかかることに加えて欅平駅周辺でも地震被害が確認されたことから、同年の全線運行再開は見送られた。これにより、同年より一般開放される予定であった「黒部宇奈月キャニオンルート」も開放が延期された。さらに同年9月22日、大雨の影響で出平駅 - 猫又駅間のトンネル内に土砂が流れ込む災害が発生し、当日は全線運休となった。
鐘釣橋周辺の工事について、黒部峡谷鉄道は2026年内の工事完了を目指しているが、全線運行再開の時期については2025年6月時点で未定となっている。

## 運行形態

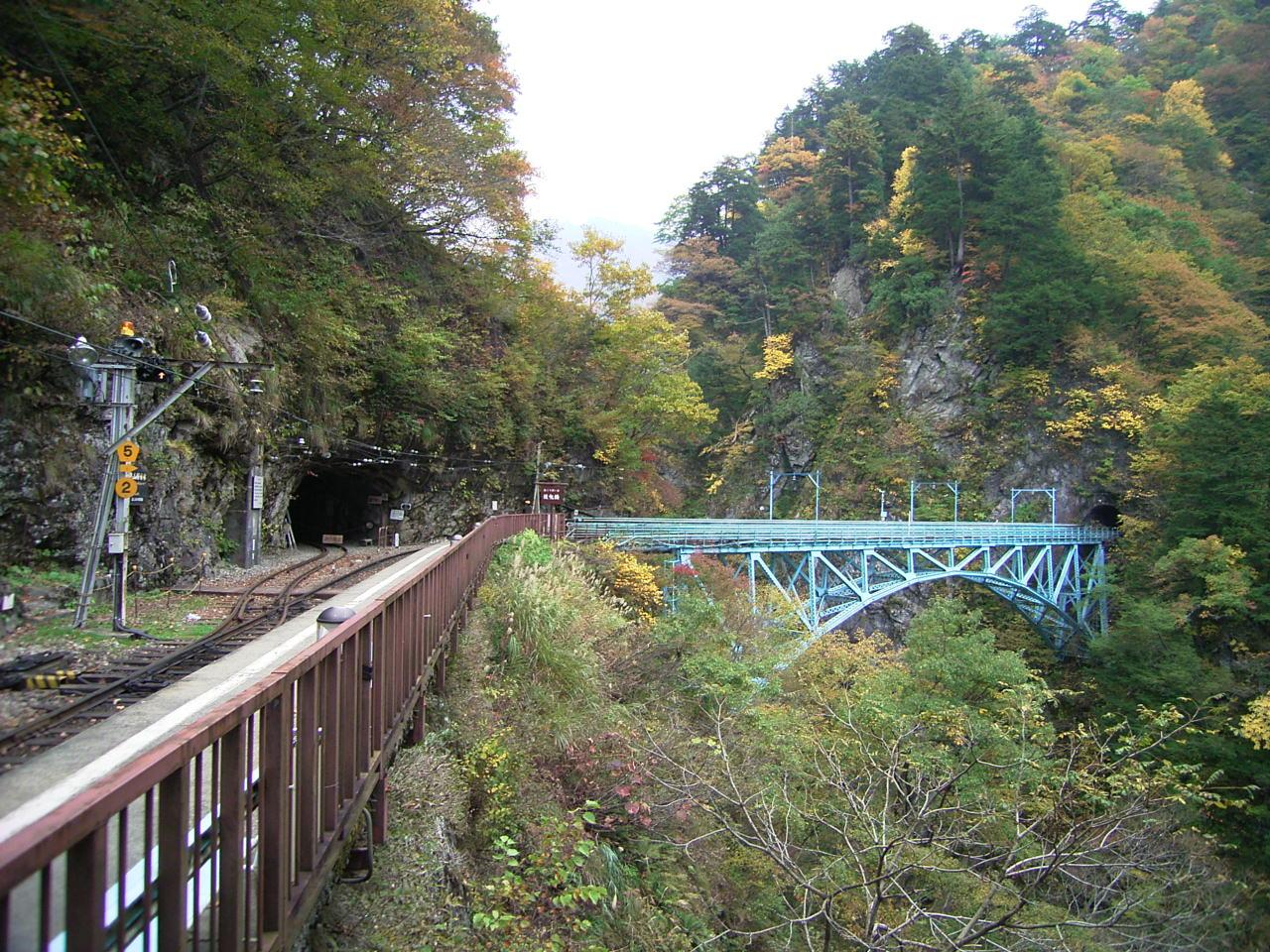
黒薙駅と後曳橋

すべての列車が宇奈月駅を発着する。旅客列車は時期により宇奈月駅 - 笹平駅間の折り返し運転、宇奈月駅 - 鐘釣駅間の折り返し運転、宇奈月駅 - 欅平駅間の全線と運行区間が変わる。冬期は運行を休止する。
全列車が機関車牽引による客車列車で、側面がフルオープンの開放型客車、通常の客車と同様な密閉型の特別客車・リラックス客車などの客車がある。特別客車・リラックス客車には特別料金が必要で、また、後者ほど静音性（遮音性）が高い。運行ダイヤは時期により変わるが、宇奈月発は8時台 - 14時台、欅平発は10時台 - 16時台にかけて、毎時1 - 2本の頻度で運行している。
一般旅客が利用可能な駅は宇奈月駅、黒薙駅、鐘釣駅、欅平駅の4駅である。笹平駅・猫又駅で折り返す列車の場合、笹平駅・猫又駅ではトイレ休憩としてホームに下りることはできるが、駅の外に出ることはできない。
2021年には欅平行きで黒薙駅を通過する列車が存在したが、2022年、2023年ではすべての旅客列車が黒薙駅を含め前記の4駅に停車している。
一般旅客用の列車とは別に、関西電力関係者専用列車が運行されており、一般旅客は乗車できないが、繁忙期には一部の列車に一般旅客を乗せることもある。
2008年10月10日より、関電関係者専用列車を除く全旅客列車を対象に、専用チケット予約サイトでのインターネット予約（乗車日の3か月前から2日前まで可能）を開始した。2009年5月からは地元富山県出身の女優室井滋が車内放送を担当している。
2024年の能登半島地震に伴う部分運行にあたっては、暫定的な折り返し駅となる猫又駅のホーム長が旅客列車編成に対応していなかったため、当初一般旅客は乗降できなかったが、環境省や運輸局などから許可を受け、一般旅客も乗降できるよう側線に100 mほどの旅客用ホームとトイレが設置された。これにより同駅で2分程度で折り返しをしていたものが、同年10月5日からはトイレ休憩など20分の停車時間を設けた上で宇奈月駅へ折り返す運用となった。

### 冬期運休
黒部峡谷は冬期の積雪が多く、雪崩による被害の危険性が高いことから冬期（12月 - 翌年4月中旬）は運休する。鐘釣駅上流にあるウド谷橋では沿線で唯一、雪崩対策のため運休期間中は線路と鉄橋を撤去してトンネル内に保管している。冬期の運休期間中も関電関係者がダムや発電所との間を移動するため、「冬期歩道」と呼ばれるコンクリート製のシェルターが、トンネル区間を除くほぼ全線にわたって線路沿いに並行している。冬期歩道では「逓送さん」と呼ばれる建設会社職員らが物資輸送に当たる。なお、冬期の運転休止期間中、主に週末に宇奈月駅構内にてDD形ディーゼル機関車を用いた体験運転を実施している。

## 駅一覧
- 全駅富山県黒部市に所在

| 駅名     | 駅間キロ | 営業キロ | 旅客列車 | 接続路線・備考                                              |
| -------- | -------- | -------- | -------- | ----------------------------------------------------------- |
| 宇奈月駅 | -        | 0.0      | ●        | 富山地方鉄道：本線（宇奈月温泉駅：T41）                     |
| 柳橋駅   | 2.1      | 2.1      | ｜       | 一般旅客乗降不可                                            |
| 仏石駅   |          |          |          | 廃止                                                        |
| 森石駅   | 3.0      | 5.1      | ｜       | 一般旅客乗降不可                                            |
| 黒薙駅   | 1.4      | 6.5      | ●        |                                                             |
| 笹平駅   | 0.5      | 7.0      | ▲        | 一般旅客乗降不可 時期により宇奈月からの列車がここで折り返す |
| 出平駅   | 2.1      | 9.1      | ｜       | 一般旅客乗降不可                                            |
| 猫又駅   | 2.7      | 11.8     | ｜       | 一般旅客乗降不可                                            |
| 鐘釣駅   | 2.5      | 14.3     | ●        |                                                             |
| 四平駅   |          |          |          | 1968年以降廃止                                              |
| 小屋平駅 | 3.2      | 17.5     | ｜       | 一般旅客乗降不可                                            |
| 欅平駅   | 2.6      | 20.1     | ●        |                                                             |

●：全て停車、▲：一部停車、｜：通過または運転停車のみ
有人駅は宇奈月駅・黒薙駅・鐘釣駅・欅平駅で、一般旅客が乗降できるのもこれらの駅のみである。他の駅は無人駅で、関電関係者に利用が限定されている。笹平駅のホームにはトイレが設置されており、列車交換のための停車時間が長い場合のみホームに降りることができるが、駅の外に出ることはできない。
営業が再開されて間もない毎年4月下旬は、宇奈月駅 - 笹平駅・出平駅・猫又駅・鐘釣駅の折り返し運転となる。この場合も出平駅・猫又駅では下車できず、同じ列車で折り返すことになる。
欅平駅では関西電力黒部専用鉄道に接続しているが、原則として関電関係者以外は乗車できない。ただし、前述の黒部宇奈月キャニオンルートが一般開放された後は、旅行商品として乗車が可能になる予定である。
沿線で携帯電話が利用できるのは長らく宇奈月駅と欅平駅周辺のみであったが、2016年7月15日からは鐘釣駅周辺でも利用可能となり、2022年8月からはauに限り全線で利用できるようになった。